# 尼欧肖河
尼欧肖河（英語：Neosho River）是阿肯色河的一条支流，位于美国堪薩斯州的东部和奧克拉荷馬州的东北部，其支流还经过密蘇里州和阿肯色州。 该河流全长大约463英里（745），是密西西比河流域的一部分。它的名字来自欧赛奇语，意思是"清澈的水"。